# Brie-sous-Barbezieux
Brie-sous-Barbezieux är en kommun i departementet Charente i regionen Nouvelle-Aquitaine i västra Frankrike. Kommunen ligger  i kantonen Barbezieux-Saint-Hilaire som ligger i arrondissementet Cognac. År 2022 hade Brie-sous-Barbezieux 111 invånare.

## Befolkningsutveckling
Antalet invånare i kommunen Brie-sous-Barbezieux
Referens:INSEE